# تپه گورستان سراس
تپه قبرستان سراس مربوط به دوره ساسانیان تا دوران‌های تاریخی پس از اسلام است و در شهرستان تاکستان، روستای سراس واقع شده و این اثر در تاریخ ۲۵ اسفند ۱۳۷۹ با شمارهٔ ثبت ۳۱۲۰ به‌عنوان یکی از آثار ملی ایران به ثبت رسیده است.